# Nazionale allievi di curling dell'Italia
La squadra nazionale italiana allievi di curling è composta da una selezione tra gli atleti di curling di categoria allievi (Youth a livello internazionale), cioè di età compresa tra 14 e 18 anni. La squadra viene scelta da un tecnico federale o si decide tramite un challenge di più squadre.
La nazionale è coordinata dalla Federazione Italiana Sport del Ghiaccio (FISG) e partecipa annualmente a tutti gli appuntamenti che la World Curling Federation organizza e a cui l'Italia è qualificata. Fino al 2012 partecipava al Festival olimpico invernale della gioventù (Youth Winter Olympic Festival Europe), che si teneva ogni due anni in europa, dal 2012 è stato sostituito dai Giochi olimpici giovanili invernali (Winter Youth Olympic Games) con cadenza quadriennale.
Il miglior risultato ottenuto dalla squadra italiana allievi mista di curling è la medaglia d'argento vinta ai I Giochi olimpici giovanili invernali disputati a Innsbruck nel 2012. La squadra capitanata da Amos Mosaner come skip comprendeva anche Denise Pimpini come viceskip, Alessandro Zoppi nel ruolo di second a Arianna Losano nel ruolo di lead.

## Squadre e Risultati[1]
NAZIONALE ALLIEVI MISTI
| Anno | Evento              | Posizionamento | Squadra                                                        |
| ---- | ------------------- | -------------- | -------------------------------------------------------------- |
| 2012 | Olimpiadi giovanili | 2°             | Amos Mosaner, Denise Pimpini, Alessandro Zoppi, Arianna Losano |

NAZIONALE ALLIEVI DOPPIO MISTO
| Anno | Evento              | Posizionamento | Squadra |
| ---- | ------------------- | -------------- | --- |
| 2012 | Olimpiadi giovanili | 16° 32°        | Amos Mosaner con Irena Brettbacher () Denise Pimpini con Devid Weyer () Alessandro Zoppi con Marie Turmann () Arianna Losano con Daniel Rothballer () |

NAZIONALE ALLIEVI MASCHILE
| Anno | Evento            | Posizionamento | Squadra                                                                                 |
| ---- | ----------------- | -------------- | --------------------------------------------------------------------------------------- |
| 2005 | Festival Olimpico | 5°             | Silvio Zanotelli, Davide Michielli, Davide Zanotelli, Massimo Micheli, Lorenzo Olivieri |

NAZIONALE ALLIEVI FEMMINILE
| Anno | Evento            | Posizionamento | Squadra                                                                                   |
| ---- | ----------------- | -------------- | ----------------------------------------------------------------------------------------- |
| 2005 | Festival Olimpico | 4°             | Giorgia Apollonio, Elettra De Col, Giorgia Casagrande, Marella Salvato, Fabiola Zanotelli |